# Lutici
Les Lutici (connus par diverses variantes orthographiques) sont une fédération de tribus slaves occidentales (« Wendes ») qui, entre les Xe et XIIe siècles, vivaient dans ce qui est aujourd'hui le nord-est de l'Allemagne. Au moins en partie, ils étaient une continuation de la confédération des Vélètes du VIIIe siècle. À la différence des ethnies voisines, ils n'ont créé aucun État féodal et s'opposaient à la christianisation.
983–1157
Entités précédentes :
- Marche du Nord

Entités suivantes :
- Marche de Brandebourg

Quatre tribus constituaient la base de la fédération : les Rédariens (Redari, Redarii), Circipaniens (Circipani), Kessiniens (Kessini, Kycini, Chizzini) et Tollensiens (Tholenzi). Leur civilisation a occupé de grandes parties de la région actuelle de Mecklembourg, s'étendant de la rivière Warnow dans l'ouest jusqu'à la Peene et la Tollense dans l'est. Le centre politique et religieux était Radgosc (également appelé par plusieurs autres noms, par exemple Riedegost ou Rethra) près du lac de Tollense. 
C'est au XIe siècle que les Lutici apparaissent dans les écrits d'Adam de Brême. Ils participèrent à la grande insurrection des Slaves contre le règne de Dietrich d'Haldensleben, seigneur de la marche du Nord, en 983. L'empereur Otton III les a combattus avec le soutien de Boleslas Ier de Pologne ; plus tard, à partir de 1003, ils sont des alliés du roi Henri II dans la guerre germano-polonaise. En 1056, le margave Guillaume meurt lors d'un combat contre les Lutici près de Havelberg.
Finalement, la fédération se morcelait en raison de litiges internes. Selon les chroniques d'Adam de Brême, elle tomba sous le contrôle de Gottschalk, prince des Abodrites, qui est cependant assassiné le 7 juin 1066 à Lenzen. Plus tard, les forces de l'évêque Burchard II d'Halberstadt envahissent le pays des Lutici révoltés et ont détruit le temple païen de Radgosc. Durant la deuxième croisade, en 1147, les souverains saxons, danois et polonais faisaient campagne contre les peuples slaves païens. En fin de compte, les différentes zones des Lutici furent rattachées au Mecklembourg, Poméranie et Brandebourg.